# Франколизе
Франколизе је насеље у Италији у округу Казерта, региону Кампанија.
Према процени из 2011. у насељу је живело 507 становника. Насеље се налази на надморској висини од 95 м.

## Становништво
| 1951. | 1961. | 1971. | 1981. | 1991. | 2001. | 2011. |
| ----- | ----- | ----- | ----- | ----- | ----- | ----- |
| 3.917 | 4.620 | 4.547 | 4.633 | 5.018 | 4.905 | 4.921 |